# Patzún
Patzún es un municipio del departamento de Chimaltenango, Guatemala. Según estimaciones, al año 2022, tiene una población de 71.790 habitantes.

## Toponimia
Existen dos versiones del por qué se fundó y de donde proviene el nombre de Patzún:
1. Por un lado, según versiones lingüísticas, se formó de las voces «pa» («dentro» o «lugar») y «tzum» (español: «cuero»), «el lugar de cueros», o «donde hay cueros».
2. La otra versión es que proviene del Kaqchikel «pa» (español: indicativo de lugar) y «so» (español: corruptela de «Tzun», que significa «especie de girasol silvestre»), que traducido literalmente podría significar «el lugar de los girasoles silvestres».[4]

## Demografía
La población está compuesta de un 94.8% indígenas de la etnia Kaqchikel y 5.2% ladinos-mestizos. Un 50% profesa la religión católica y un 45% la evangélica, y también existen practicantes de ceremonias indígenas. En el sitio predomina el idioma kakchikel.

## Geografía física

### Clima
La cabecera municipal de Patzún tiene clima templado (Clasificación de Köppen: Csb).
| Parámetros climáticos promedio de Patzún | Parámetros climáticos promedio de Patzún | Parámetros climáticos promedio de Patzún | Parámetros climáticos promedio de Patzún | Parámetros climáticos promedio de Patzún | Parámetros climáticos promedio de Patzún | Parámetros climáticos promedio de Patzún | Parámetros climáticos promedio de Patzún | Parámetros climáticos promedio de Patzún | Parámetros climáticos promedio de Patzún | Parámetros climáticos promedio de Patzún | Parámetros climáticos promedio de Patzún | Parámetros climáticos promedio de Patzún | Parámetros climáticos promedio de Patzún |
| Mes                                      | Ene.                                     | Feb.                                     | Mar.                                     | Abr.                                     | May.                                     | Jun.                                     | Jul.                                     | Ago.                                     | Sep.                                     | Oct.                                     | Nov.                                     | Dic.                                     | Anual                                    |
| ---------------------------------------- | ---------------------------------------- | ---------------------------------------- | ---------------------------------------- | ---------------------------------------- | ---------------------------------------- | ---------------------------------------- | ---------------------------------------- | ---------------------------------------- | ---------------------------------------- | ---------------------------------------- | ---------------------------------------- | ---------------------------------------- | ---------------------------------------- |
| Temp. máx. media (°C)                    | 19.4                                     | 20.3                                     | 21.7                                     | 22.5                                     | 21.9                                     | 20.4                                     | 20.6                                     | 21.1                                     | 20.2                                     | 19.9                                     | 19.6                                     | 19.4                                     | 20.6                                     |
| Temp. media (°C)                         | 13.3                                     | 13.9                                     | 15.2                                     | 16.4                                     | 16.9                                     | 16.3                                     | 16.2                                     | 16.2                                     | 15.7                                     | 15.4                                     | 14.1                                     | 13.6                                     | 15.3                                     |
| Temp. mín. media (°C)                    | 7.3                                      | 7.5                                      | 8.7                                      | 10.4                                     | 12.0                                     | 12.2                                     | 11.8                                     | 11.3                                     | 11.3                                     | 10.9                                     | 8.7                                      | 7.8                                      | 10                                       |
| Precipitación total (mm)                 | 2                                        | 4                                        | 6                                        | 35                                       | 112                                      | 287                                      | 204                                      | 226                                      | 319                                      | 150                                      | 35                                       | 6                                        | 1386                                     |
| Fuente: Climate-Data.org                 |                                          |                                          |                                          |                                          |                                          |                                          |                                          |                                          |                                          |                                          |                                          |                                          |                                          |

### Ubicación geográfica
El municipio cubre un área de 124 km² y una altitud estimada en 2.213 m s. n. m. Comprende 13 aldeas, 18 fincas y 23 caseríos. 
Patzún está casi completamente rodeado por municipios del Departamento de Chimaltenango:
|                               | Norte: Tecpán | Nordeste: Tecpán    |
| Oeste: Departamento de Sololá |               | Este: Patzicía      |
|                               | Sur: Pochuta  | Sureste: Acatenango |

## Gobierno municipal
Los municipios se encuentran regulados en diversas leyes de la República, que establecen su forma de organización, lo relativo a la conformación de sus órganos administrativos y los tributos destinados para los mismos. Aunque se trata de entidades autónomas, se encuentran sujetos a la legislación nacional y las principales leyes que los rigen desde 1985 son:
| N.º | Ley                                                | Descripción |
| --- | -------------------------------------------------- | --- |
| 1   | Constitución Política de la República de Guatemala | Tiene una regulación legal específica para los municipios en los artículos 253 al 262. |
| 2   | Ley Electoral y de Partidos Políticos              | Ley de carácter constitucional aplicable a los municipios en el tema de la conformación de sus autoridades electas. |
| 3   | Código Municipal                                   | Decreto 12-2002 del Congreso de la República de Guatemala. Tiene la categoría de ley ordinaria y contiene preceptos generales aplicables a todos los municipios, e inclusive contiene legislación referente a la creación de los municipios.             |
| 4   | Ley de Servicio Municipal                          | Decreto 1-87 del Congreso de la República de Guatemala. Regula las relaciones entra la municipalidad y los servidores públicos en materia laboral. Tiene su base constitucional en el artículo 262 de la constitución que ordena la emisión de la misma. |
| 5   | Ley General de Descentralización                   | Decreto 14-2002 del Congreso de la República de Guatemala. Regula el deber constitucional del Estado, y por ende del municipio, de promover y aplicar la descentralización y desconcentración económica y administrativa.                                |

El gobierno de los municipios está a cargo de un Concejo Municipal mientras que el código municipal -ley ordinaria que contiene disposiciones que se aplican a todos los municipios- establece que «el concejo municipal es el órgano colegiado superior de deliberación y de decisión de los asuntos municipales […] y tiene su sede en la circunscripción de la cabecera municipal»; el artículo 33 del mencionado código establece que «[le] corresponde con exclusividad al concejo municipal el ejercicio del gobierno del municipio».
El concejo municipal se integra con el alcalde, los síndicos y concejales, electos directamente por sufragio universal y secreto para un período de cuatro años, pudiendo ser reelectos.
Existen también las Alcaldías Auxiliares, los Comités Comunitarios de Desarrollo (COCODE), el Comité Municipal del Desarrollo (COMUDE), las asociaciones culturales y las comisiones de trabajo. Los alcaldes auxiliares son elegidos por las comunidades de acuerdo a sus principios y tradiciones, y se reúnen con el alcalde municipal el primer domingo de cada mes, mientras que los Comités Comunitarios de Desarrollo y el Comité Municipal de Desarrollo organizan y facilitan la participación de las comunidades priorizando necesidades y problemas.
Los alcaldes que ha habido en el municipio son:
- 2016-2020: Reyes Patal Yos[1][9]

## Historia

### Época precolombina
La localidad, fundada hacia el siglo xii y formó parte del dominio de Iximché en el territorio Kakchiquel.

### Colonia española
En 1540 frailes franciscanos arribaron como misioneros, y fueron ellos quienes trajeron consigo la imagen de San Bernardino, considerado patrón del pueblo. A ellos se debe la construcción de la iglesia parroquial, que se ubica a aun costado del parque, y fueron ellos los que trajeron la imagen del patrono San Bernardino, que es el «patrón del pueblo». Sus habitantes se han dedicado a la agricultura, principalmente el maíz, al cual dedican ciertas ceremonias. Por su espíritu laborioso y pacífico no tardaron en someterse a la corona de España tras la conquista.

### Tras la Independencia de Centroamérica
Tras la Independencia de Centroamérica en 1821, el Estado de Guatemala fue definido de la siguiente forma por la Asamblea Constituyente de dicho estado que emitió la constitución del mismo el 11 de octubre de 1825: «el estado conservará la denominación de Estado de Guatemala y lo forman los pueblos de Guatemala, reunidos en un solo cuerpo.  El estado de Guatemala es soberano, independiente y libre en su gobierno y administración interior.»
Patzún fue parte de los distritos originales del Estado de Guatemala cuando éste fue fundado en 1825;  pertenecía al departamento de Sacatepéquez/Chimaltenango, cuya cabecera era Antigua Guatemala, y tenía los municipios de Jilotepeque, San Pedro Sacatepéquez, San Lucas Tejar, Chimaltenango, San Juan Sacatepéquez y Patzún.
La constitución del Estado de Guatemala también dividió al territorio del Estado en diez distritos para la administración de justicia; la constitución indica que el poblado de «Patzum» era parte del Circuito de Comalapa en el Distrito N.°8 (Sacatepéquez), junto con la propia San Juan Comalapa, Santa Polonia, Tecpam-Guatemala, el Molino, Balanyá y San Martín.
Posteriormente, Patzún pasó a formar parte del departamento de Chimaltenango en 1839.[cita requerida]

### Visita del arqueólogo Alfred Maudslay en 1895

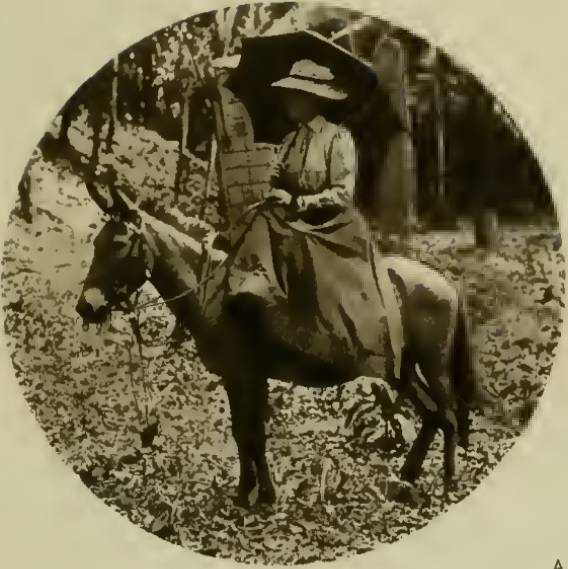
Exploradora británica Anne Maudslay. Fotografía de Alfred Percival Maudslay.

En 1895, visitó Patzún Anne Cary Maudslay, junto con su esposo, el arqueólogo británico Alfred Percival Maudslay, quienes viajaban por Guatemala. El poblado le causó una profunda impresión, la cual dejó plasmada en su obra A glimpse at Guatemala (español:Un vistazo a Guatemala), la cual fue escrita desde la perspectiva de la Era Victoriana: 
| Una jornada de aproximadamente cinco leguas, atravesando primero la árida planicie, y luego a través del encantador valle de La Sierra, nos trajo a Patzún, un poblado de alguna importancia, con una ubicación privilegiada y muy pintoresco. El día había estado tan delicioso que había estado tentados a salirnos del camino y disfrutar plácidamente de la belleza de las pendientes de bosque y la vista de los volcanes, y por eso llegamos a la posada hasta las cuatro de la tarde. Las instalaciones que nos ofrecieron no eran atractivas, ya que los cuartos parecía tazas, sin ventanas y oscuros, y ya nos íbamos a ir a buscar un cuarto disponible en el pueblo, cuando la patrona, después de mucho dudarlo, nos permitió usar la sala como dormitorio; después de dejar a Gorgonio y a los muchachos limpiando el cuarto, y tratar de deshacerse de las numerosas moscas, salimos a pasear y conocer el poblado. Nuestros pasos por supuesto gravitaron alrededor de la Plaza, que, no obstante, no era atractiva en sí; pero los grupos de indígenas viajeros que estaban sentados alrededor de fotas, cocinando sus cenas o preparándose para pasar la noche, eran extremadamente pintorescos. La gente de este lugar es muchísimo mejor parecida que la que había visto en Antigua y en Santa María de Jesús, y daba la impresión de que pertenecían a una raza más fina y fuerte, con rostros menos grotescos y trajes mucho más atractivos. Mientras observábamos los grupos en la Plaza el sonido de música nos llamó la atención, y tres descuidados ladinos aparecieron tocando un violín, un trombón y un tambor, anunciando una procesión de indígenas vestidos de fiesta. Algunos de los hombres estaban usando largas túnicas bordadas en rojo, con turbantes enrollados en su cabeza, llevando en sus hombros la imaben de un santo, que se llevaba por todo el pueblo en su camino a la iglesia, en donde pasaría la noche en preparación para la fiesta del día siguiente. Los seguían otros hombres que podrían haber sido sacerdotes o quizá solamente eran oficiales de una cofradía or hermandad, ya que sus ropajes no eran los de un padre ortodoxo, y numerosas mujeres vestidas con hüipiles y enaguas limpias, y usando largos velos, con la parte que cubría la cabeza bordada fuertemente con seda blanca. Cada mujer portaba una vela encendida en su mana, envuelta en una hoja de caña para protegerla del viento. Seguimos a la procesión por las calles hasta la iglesia, en donde la imagen fue colocada, y las mujeres (todavía con las velas en la mano, pero con la hoja de caña colocada sobre sus chales, cuidosamente doblados a su lado) se arrodillaron en círculo y cantaron un himno antes que la procesión se dispersara. Regresamos a nuestro cuarto, ya barrido pero todavía sucio, y después de una malísima cena no tuvimos inconveniente en recogernos en nuestras cómodas camas de campamento. —Anne Maudslay A glimpse at Guatemala, 1899 |

### Terremoto de 1976
La Carretera CA-I -antigua carretera Interamericana- sufrió severos daños entre Patzicía, Patzún, Godínez y Panajachel en Sololá; las reparaciones de esta carretera estuvieron a cargo de la Secretaría de Obras Públicas de México que envió más de doscientos hombres en destacamentos autosuficientes, es decir, con sus propios campamentos, maquinaria y provisiones.  En el punto intermedio entre Godínez y Patzún, en el lugar conocido como «Los Chocoyos», hubo un derrumbe de tal magnitud que sepultó a varias casas con todo y sus habitantes.

## Cultura

### Idiomas

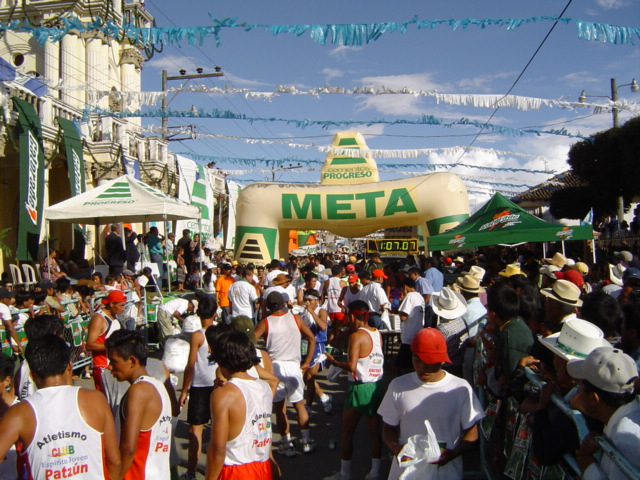
Patzún celebra la Carrera de la Independencia cada mes de septiembre.

En el área urbana y rural del municipio de Patzún predomina el uso del idioma maya Kaqchikel, uno de los veintidós idiomas de origen maya que se hablan en Guatemala. Este es el idioma utilizado en la familia; en las escuelas entre los estudiantes, aunque levemente entre estudiantes y maestros; y en los servicios que presta el Estado como el Centro de Salud.
También es hablado por personas mayores, jóvenes y niños, sin embargo el sistema escolar ha incidido para la pérdida del mismo. Se puede decir que es el idioma oficial en el municipio. Actualmente existe un gran porcentaje de habitantes kaqchikeles que dominan los dos idiomas, el Kaqchikel y el español, aunque este último es el idioma hablado por la población ladina o mestiza. El uso del idioma Kaqchikel ha resistido tanto que algunos ladinos también han aprendido a hablarlo. Los habitantes del municipio de origen Kaqchikel tienen apellidos en ese mismo idioma; los principales se listan a continuación, junto con su significado: 
| Kaqchikel | Castellanizado en Registro Civil | Significado en español      | Kaqchikel | Castellanizado en Registro Civil | Significado en español |
| --------- | -------------------------------- | --------------------------- | --------- | -------------------------------- | ---------------------- |
| K'um      | Cum                              | Ayote                       | K'oy      | Coy                              | Mono                   |
| Xik’a’y   | Xicay                            | Leña delgada                | Tzäy      | Tzay                             | Salado                 |
| Muxya’    | Mucía                            | Bledo (hierba de la región) | Tzäy      | Tzay                             | Salado                 |

### Costumbres locales
En Patzún existen diversas expresiones culturales como la música de marimba, y danzas que tienen lugar en ocasiones especiales como el nacimiento de un bebé, funerales, o previas al trabajo en el campo. Otras festividades incluyen: el Corpus Christi, fiesta patronal (mayo), Noche de Farolitos o la Quema del Diablo (ambas en diciembre).

### Traje típico

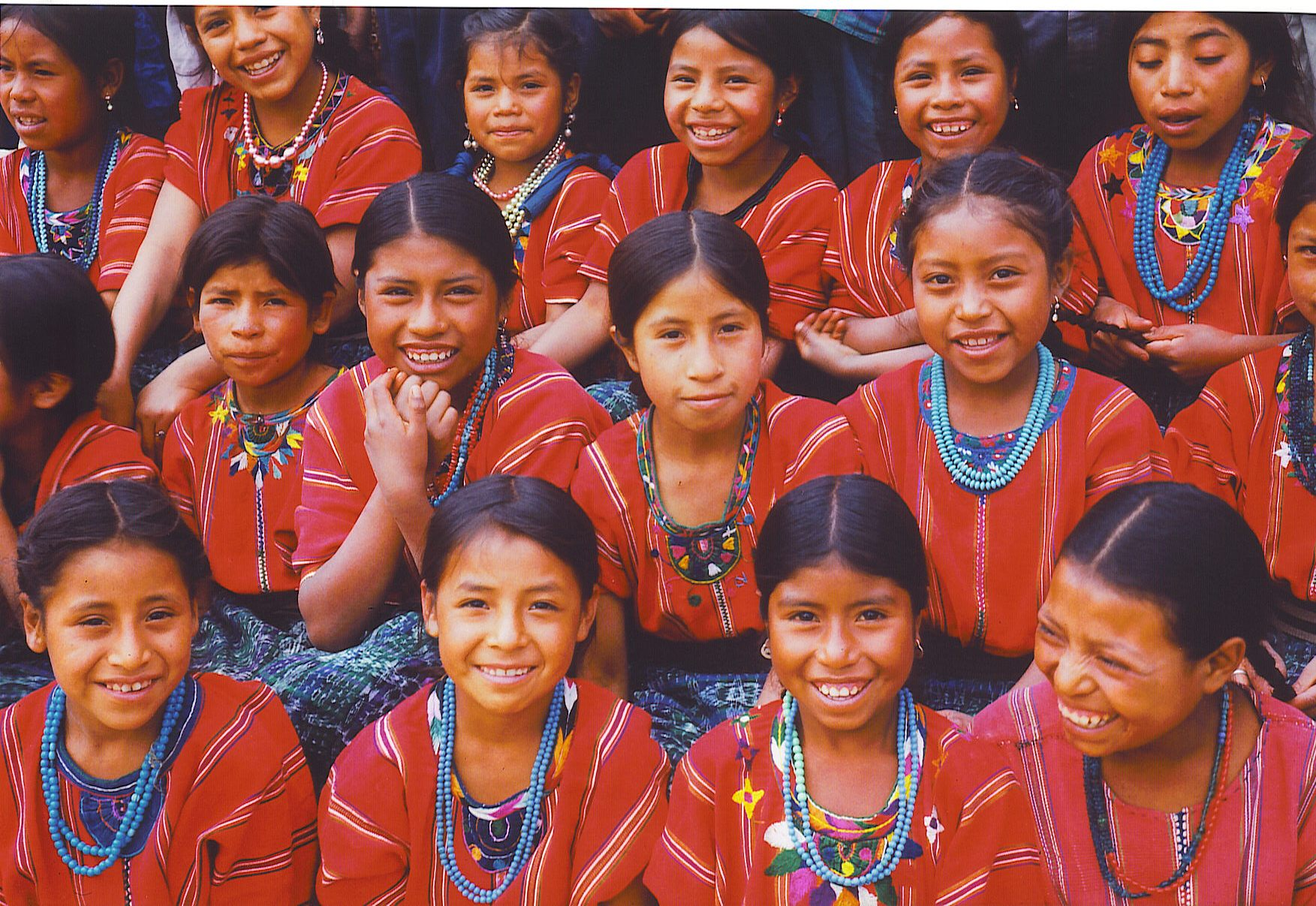
Niñas de una escuela local en 1963.

Anne Maudslay, en su obra A glimpse at Guatemala describe así las vestimentas indígenas que observó en Patzún en 1895: «El traje de los hombres es de hecho bastante Oriental, y consiste de una túnica larga, floja y sin mangas tejida de la lana sin teñir de ovejas negras. Está abierta a los lados, es más larga en la espalda que al frente, y generalmente se ata alrededor de la cintura con un cinturón. Pantalones flojos del mismo material les llegan hasta las rodillas, y debajo de ellos se pueden ver las orillas de ropa interior floja de algódon blanco. Los huipiles de las mujeres están tejidos a rayas y teñidos con brillantes tintes indígenas, y la enagua de algodón que cada quien teje en su propia casa tiene franjas azul y blanco está sujetada alrededor de la cintura sobre el huipil por un hermoso cinturón bordado cuyos remates les cuelgan por un lado.  Cada mujer tiene sobre su brazo un pequeño chal de algodón rayado que ponen sobre su cuello y brazos desnudos cuando la noche enfría, y tanto hombres como mujeres usan coloridos pañuelos amarrados sobre sus cabezas. Tratamos de comprar algun buen huipil, pero no lo conseguimos; no es difícil averiguar por qué no los venden: nos dimos cuenta de que las mujeres tenían únicamente dos hüipiles: uno que usaban y el otro que se estaba lavando o secando, y debe llevar mucho tiempo elaborar los dibujos que adornan estas prendas».